# Pabellón de España (Zaragoza)
El Pabellón de España fue uno de los edificios principales de la Expo 2008, que se desarrolló en Zaragoza del 14 de junio al 14 de septiembre de dicho año. La Sociedad Estatal para Exposiciones Internacionales (SEEI) encargó el proyecto al arquitecto navarro Francisco Mangado después de resultar vencedor del concurso convocado al efecto.
El Pabellón de España se situó al este del recinto Expo cerca del río, junto a la Puerta del Ebro.

## Arquitectura
El Pabellón de España fue un diseño del arquitecto Francisco José Mangado Beloqui. Este pabellón contó un presupuesto inicial de 18 millones de euros y un plazo de construcción de 20 meses. El edificio tiene una superficie útil de 8.000 metros cuadrados y una superficie expositiva de 2.315. El pabellón fue diseñado con estrictos criterios de ahorro energético tanto por la selección de materiales como por el uso de energías renovables siendo capaz de desarrollar un microclima propio. Esto se debe a los pilares del exterior, forrados de barro cocido, y la cubierta del edificio ayudan a rebajar la temperatura en el interior de forma natural, a lo que ayuda todavía más el uso inteligente de agua y aire sin apenas uso de energía. El emblemático edificio reproduce un bosque de chopos típicos de las riberas del río Ebro mediante los 750 pilares de barro cocido, además de 25.000 piezas de barro y volúmenes de vidrio que éste posee. La cubierta del pabellón cuenta con paneles solares y un acumulador de agua que recoge el agua de lluvia.
El edificio fue construido por la empresa española Constructora San José, S.A.
Para visitar este pabellón durante la Expo había que retirar, sin coste adicional, una entrada en la puerta del pabellón.

## Exposición

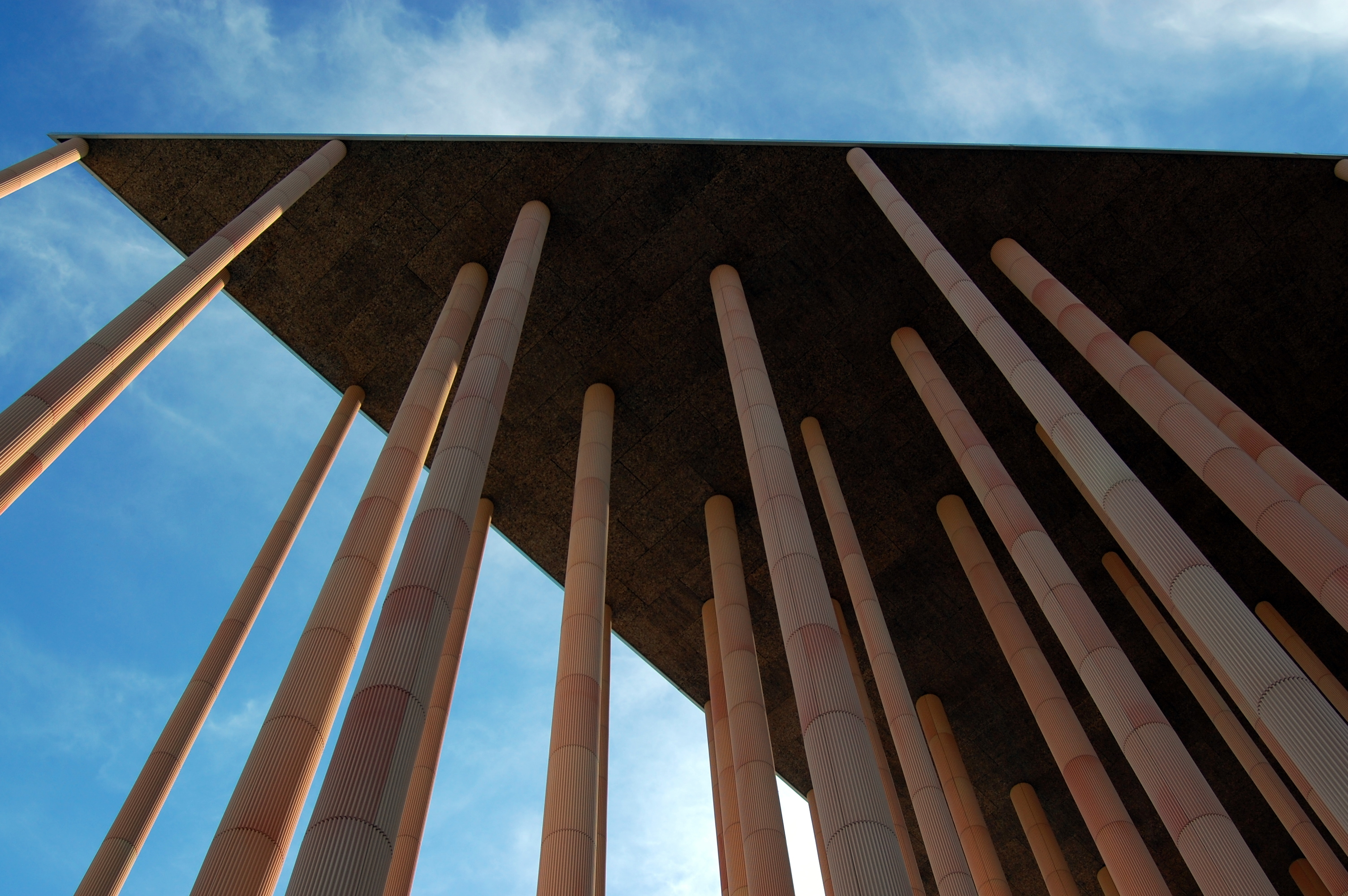
Vista del pabellón

El lema del Pabellón de España fue “Ciencia y Creatividad”, y en él se mostró una visión, moderna y dinámica, que refleja la actualidad científica y creativa de España. También contó con la primera exposición del mundo sobre el cambio climático titulada: “Comprender el clima para preservar el planeta”. Además de esta exposición, el pabellón en sí mismo fue una muestra de que el desarrollo y el respeto al medio ambiente pueden ir unidos, pues el edificio entero es un ejemplo de arquitectura sostenible en el uso de materiales, la construcción bioclimática que permite un gran ahorro energético y la integración de energías renovables.

## Oferta cultural
Durante la muestra el pabellón albergó la exposición cinco salas expositivas. También incluyó tienda, talleres didácticos y un restaurante. Los espacios expositivos del pabellón español durante la Expo fueron los siguientes:
- Hijos del agua.
- El agua en la Tierra.
- España y el agua.
- Comprender para sobrevivir: el clima.
- ZaragozaKioto. Arquitecturas para un planeta sostenible.

### Calendario artístico
| Fecha                          | Lugar de celebración*                               | Actividad principal                                 |
| ------------------------------ | --------------------------------------------------- | --------------------------------------------------- |
| 14 de junio - 14 de septiembre | Auditorio del Palacio de Congresos de Expo Zaragoza | Concierto matinal de la Orquesta Nacional de España |
| 24 y 26 de junio               | Auditorio del Palacio de Congresos de Expo Zaragoza | Gala de danza                                       |
| 24 de junio                    | Pabellón de España - Plazas temáticas               | Concierto “La noche del fuego” de Groupe F          |
| 4 y 26 de julio                | Anfiteatro de Expo Zaragoza                         | Concierto “Son de agua”                             |
| 9 de septiembre                | Centro histórico de Zaragoza y recinto Expo         | Concierto de campañas de Llorenç Barber             |

- (*) -  Todas estas actividades son organizadas por el Pabellón de España, aunque no se lleven a cabo en éste.

## Conclusión

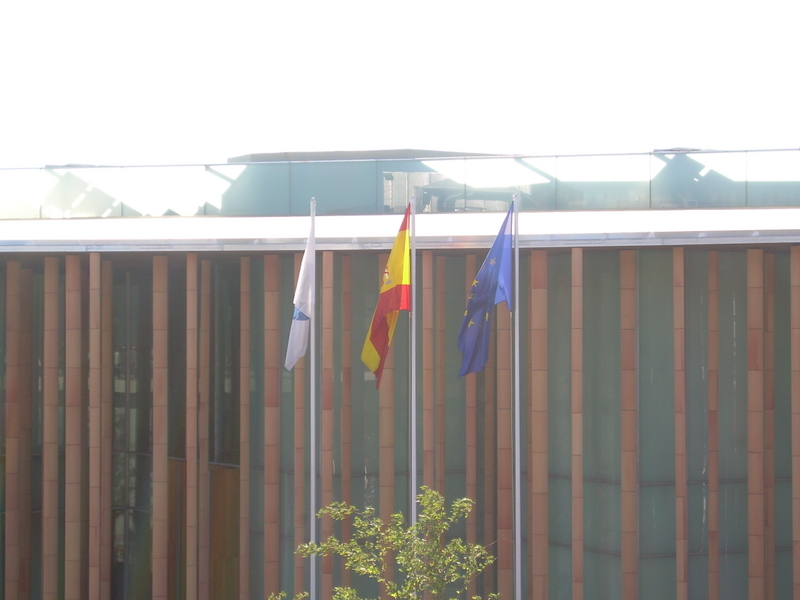

En la ceremonia de clausura de la Expo 2008, el presidente del Gobierno, Rodríguez Zapatero anunció que el Pabellón de España será la sede para el Centro de Investigación del Cambio Climático, un proyecto el que participarán el Gobierno de España, el Ejecutivo autónomo y el Ayuntamiento de Zaragoza.
Durante 2009 recibió tres premios arquitectónicos: el de la Unión Internacional de Arquitectos (UIA), el García Mercadal y el Premio Nacional de Arquitectura de España 2009.